# Gelbes Trikot

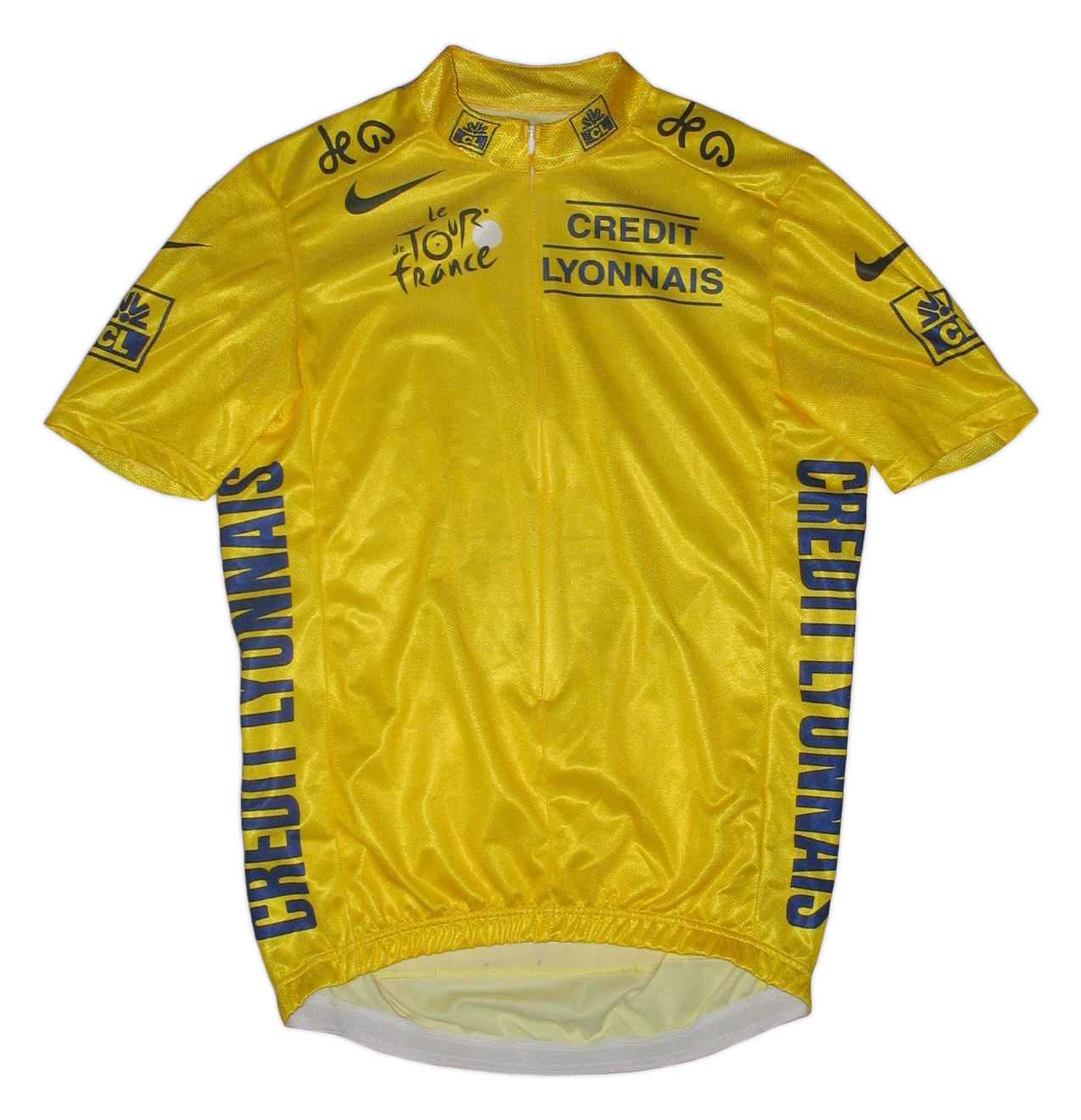
Das Gelbe Trikot der Tour de France

Das Gelbe Trikot (frz. maillot jaune) ist ein Wertungstrikot, mit dem bei vielen Etappenrennen – insbesondere bei der Tour de France – der jeweils in der Gesamtwertung führende Teilnehmer ausgezeichnet bzw. für die Zuschauer kenntlich gemacht wird.

## Gelbes Trikot der Tour de France

### Geschichte

Gelbes Trikot von Gilbert Desmet im Koers. Museum van de Wielersport im belgischen Roeselare

Es gibt einige Versionen, wie das erste Gelbe Trikot entstanden ist und wann es getragen wurde. 1919 hatte Henri Desgrange die Idee; der Gesamtführende der Tour de France sollte ein gelbes Trikot tragen, damit er von den Zuschauern besser erkannt wird. Die Farbe Gelb wählte er, weil seine Sportzeitung L’Auto in gelber Farbe gedruckt wurde. Auch die heutige L’Équipe als Nachfolgerin der L’Auto erscheint mit einigen Ausgaben noch in Gelb. Nach einer anderen Version musste die Trikotfarbe gelb sein, weil auf die Schnelle kein anderer Trikotstoff zu bekommen war. Am 18. Juli 1919 erschien auf der Titelseite der französischen Zeitschrift La Vie au Grand Air ein Bild des Gesamtführenden mit dem Gelben Trikot. Dieser Fahrer war Eugène Christophe auf der 10. Etappe der Tour de France. Bis heute trägt das Gelbe Trikot bei der Tour de France die kleinen Initialen „HD“ für den Namen des Tour-Begründers Henri Desgrange.

### Liste der Sieger
Siehe dazu:
- Liste der Sieger der Wertungstrikot der Tour de France
- Liste der Sieger der großen Landesrundfahrten im Radsport

### Träger des Trikots aus deutschsprachigen Ländern
Bisher (Stand: 21. Juli 2024) trugen bei der Tour de France fünfzehn Fahrer aus Deutschland, zehn aus Luxemburg, fünf aus der Schweiz und einer aus Österreich das Gelbe Trikot.

#### Deutschland
- Kurt Stöpel, 1 Tag: Tour de France 1932
- Erich Bautz, 3 Tage: Tour de France 1937
- Willi Oberbeck, 1 Tag: Tour de France 1938
- Rudi Altig, 18 Tage: Tour de France 1962, 1964, 1966, 1969
- Karl-Heinz Kunde, 4 Tage: Tour de France 1966
- Rolf Wolfshohl, 2 Tage: Tour de France 1968
- Dietrich Thurau, 15 Tage: Tour de France 1977
- Klaus-Peter Thaler, 2 Tage: Tour de France 1978
- Jan Ullrich, 18 Tage: Tour de France 1997, 1998
- Erik Zabel, 2 Tage: Tour de France 1998, 2002
- Jens Voigt, 2 Tage: Tour de France 2001, 2005
- Linus Gerdemann, 1 Tag: Tour de France 2007
- Stefan Schumacher, 2 Tage: Tour de France 2008
- Marcel Kittel, 2 Tage: Tour de France 2013, 2014
- Tony Martin, 3 Tage: Tour de France 2015

#### Luxemburg
- Franz Faber, 25 Tage: Tour de France 1909, 1910, 1911 (Gesamtführender; damals gab es das Gelbe Trikot noch nicht)
- Nico Frantz, 37 Tage: Tour de France 1927, 1928, 1929
- Arsène Mersch, 1 Tag: Tour de France 1936
- Jean Majerus, 9 Tage: Tour de France 1937, 1938
- Jang Goldschmit, 3 Tage: Tour de France 1950
- Bim Diederich, 3 Tage: Tour de France 1951
- Charly Gaul, 2 Tage: Tour de France 1958 (bzw. auf der 1. Etappe 1959)
- Kim Kirchen, 4 Tage: Tour de France 2008
- Fränk Schleck, 2 Tage: Tour de France 2008
- Andy Schleck, 7 Tage: Tour de France 2010, 2011

#### Schweiz
- Ferdy Kübler, 11 Tage: Tour de France 1950
- Hugo Koblet, 11 Tage: Tour de France 1951
- Erich Mächler, 6 Tage:  Tour de France 1987
- Alex Zülle, 3 Tage: Tour de France 1996
- Rubens Bertogliati, 2 Tage: Tour de France 2002
- Fabian Cancellara, 29 Tage: Tour de France 2004, 2007, 2009, 2010, 2012, 2015

#### Österreich
- Max Bulla, 1 Tag: Tour de France 1931

## Wertungstrikot des Gesamtführenden bei anderen Radrennen und Sportarten
Das Konzept eines farblich abgesetzten Trikots wurde bei fast allen Etappenrennen des Radsports übernommen. Sogar die ideologisch lange Zeit konkurrierende Friedensfahrt setzte auf das Gelbe Trikot. Die heute neben der Tour de France größten Radrundfahrten variieren die Trikotfarbe des Gesamtführenden und vergeben das Rosa Trikot beim Giro d’Italia bzw. das früher goldene und jetzt rote Trikot der Vuelta a España.
Mittlerweile haben andere Sportarten die Auszeichnung mit dem Gelben Trikot übernommen. So tragen die Weltcup-Führenden im Biathlon, im Nordischen Skisport oder bei den alpinen Skisportarten ebenfalls ein andersfarbiges Trikot.